# Мирко Самарџић
Мирко Самарџић (Драгаљ, Кривошије, 17. септембар 1900 — Рисан, 1. фебруар 1952) био је учесник Народноослободилачке борбе, предсједник општине Рисан и голооточки затвореник.

## Биографија
Рођен је 17. септембра 1900. године у Драгаљу, Кривошије у Боки которској од оца Милоша Крстовог у богатој земљорадничкој породици.
На изборима 22. новембра 1936. године, у Рисну у оштрој конкуренцији против владиног кандидата, побиједу је однијела Удружена опозиција у којој се инфилтрирала КПЈ. За предјседника општине изабран је Никола Ђурковић. Због директног учешћа у отпремању добровољаца у Шпанију, у јесен 1937. године Ђурковић је смијењен с положаја предсједника општине и, као други на листи, замијенио га је његов партијски друг Мирко Самарџић. На мјесту предсједника општине је био у два мандата. Први је трајао од 1938. године до 1941.године а други од ослобођења 1944. године до 1947. године. За вријеме мандата Николе и Мирка  отворен је интернат за сиромашну дјецу како би им било омогућено школовање, основана земљорадничка кредитна задруга у Рисну којом је обезбијеђени повољни кредити сеоском становништву, а највећи успјех је остваривање аманета Васа Ћуковића да се направи његова задужбина Болница у Рисну упркос намјерама  да се Болница направи негдје изван Рисна па чак и Боке Которске. 
Послије Априлског рата одмах је пришао ослободилачком покрету, па га је италијанска префектура у Котору уцијенила са 10.000 лира, заједно са Николом Ђурковићем, Савом Ковачевићем и Јоком Боретом. Покушали су да га ухапсе, али нијесу успјели, па су му зато запалили кућу. То је била прва кућа коју је окупатор запалио у Боки, још прије тринеастојулског устанка. Приликом паљења кућа ухапшени су његова браћа од стрица Петар и Павле Самарџић па потом стријељани. Мирко је са Николом учествовао у акцији спасавања Фјодора Махина, Сима и Олге Милошевић у мају 1941. г, од специјалне полиције из Београда. Фјодор Махин се крио у кући Мирка Милошевог у периоду од маја 1941. до августа 1941.године. Дјеловао је као један од команданта водова Орјенског батаљона. Четници су га ухапсили септембра 1942. године и предали Италијанима. До которског затвора лично га прати окупациони предсједник рисанске општине капетан Доменико Мадија. Из которског затвора су га интернирали у логор на Мамули. 
Мирко је први предсједник општине у ослобођеном Рисну, и тиме је у ствари наставио да обавља ту дужност коју је добровољно прекинуо крајем априла 1941.године изјавом да не жели да буде предсједник општине под окупацијом. Доживио је тешку судбину послије тога јер је био ухапшен 1949. године док је био на челу СУБНОР-а за Срез Херцег Нови и послат на Голи оток гдје је трпио мучења и понижења. На Голом отоку је провео 23 мјесеца, од 12. октобра 1949. године до 5. септембра 1951. године када је пуштен нарушеног здравља. Умро је 1. фебруарa 1952. године у рисанској болници од посљедица задобијених на Голом отоку, у истој болници којој је 1939. године поставио камене темељца као предсједник општине. Дана 19. јула 1998. године организација СУБНОР-Котор је поставила спомен плочу на његовој родној кући.